# Yuli Raizman
Yuli Yakovlevich Raizman (en ruso: Юлий Яковлевич Райзман; Moscú, 15 de diciembre de 1903–Ibidem,  11 de diciembre de 1994) fue un director de cine y guionista soviético.

## Carrera
En 1924 entró como consultor literario del estudio germano-ruso de la Mezhrabpom-Rus. fue escogido como asistente de Yakov Protazanov en 1925 y su debut como director llegó en 1927 con The Circle, llamando la atención por primera vez el año siguiente con Penal Servitude. Su primer éxito sería The Earth Thirsts en 1930, la primera película sonora del cine soviético.
Se incorporó a Mosfilm en 1931 y en 1937 ganó su primer Premio Stalin por La última noche, que fue también su primera colaboración con el escritor Yevgeny Gabrilovich con quien trabajó durante los siguientes 40 años. El film también recibió el reconocimiento internacional gernando el Gran Premio de la Exposición Internacional de París de 1937.
En 1942 Mashenka fue un éxito que también ganador el Premio Stain. Durante la Segunda Guerra Mundial, hizo un par de documentales, La caída de Berlín - 1945 y Hacia un armisticio con Finlandia ambas ganadoras del Premio Stalin de cine. También tendría reconocimiento internacional su film de 1951, El caballero de la Estrella de Oro, con el que ganó el Globo de Cristal del Festival Internacional de cine de Karlovy Vary  y también compitió en la sección oficial del Festival Internacional de Cine de Cannes de 1951.
El comunista marcó el cuadragésimo aniversario de la Revolución de Octubre y una continuación,  Your Contemporary , apareció en 1968. En 1964, fue nombrado Artista del Pueblo de la URSS y Héroe del Trabajo Socialista, la más alta condecoración civil en la Unión Soviética, en 1973.
Su film Vida privada, aparte de ganar un nuevo Premio de la Unión Soviética, fue nominada para representar a la URSS Óscar a la mejor película en habla no inglesa. Él fue la primera persona en recibir el Premio del Honor y la Dignidad por su trayectoria en los Nika Awards en 1988.

## Filmografía seleccionada
- The Circle (1927)
- Penal Servitude (1928)
- The Earth Is Thirsty  (1930)
- The Pilots (Lyotchiki)  (1935)
- La última noche (Poslednyaya noch) (1936)
- Virgin Soil Upturned (1939)
- Mashenka (1942)
- Moscow Skies (1944)
- Fall of Berlin - 1945 (1945)
- The Train Goes East (1947)
- Rainis (1949)
- El caballero de la Estrella de Oro (Kavalier zolotoy zvezdy) (1951)
- Conflict (Urok Zhizhni) (1955)
- El comunista (Kommunist) (1958)
- The Unamenables (Nepoddayushchiyesya) (1959)
- ¿Y si es amor? (A esli eto lyubov?) (1961)
- Your Contemporary (Tvoy sovremennik) (1967)
- A Strange Woman (Strannaya zhenshchina) (1977)
- Vida privada (Chastnaya zhizn) (1982)
- Time of Desires (Vremya zhelaniy) (1984)

## Premios y reconocimientos
Premios Óscar
| Año  | Categoría                                       | Película     | Resultado |
| ---- | ----------------------------------------------- | ------------ | --------- |
| 1983 | Mejor película extranjera (de habla no inglesa) | Vida privada | Nominado  |

Festival Internacional de Cine de Cannes
| Año  | Categoría                         | Película           | Resultado |
| ---- | --------------------------------- | ------------------ | --------- |
| 1946 | Gran Premio al mejor cortometraje | La caída de Berlín | Ganador   |